# شهرستان لتنیتسا
شهرستان لتنیتسا (به بلغاری: Letnitsa Municipality) یک شهرستان در بلغارستان است که در استان لووچ واقع شده‌است. شهرستان لتنیتسا ۱۷۸ کیلومتر مربع مساحت و ۵٬۱۰۱ نفر جمعیت دارد.